# Bundesverband Deutscher Omnibusunternehmen
Der Bundesverband Deutscher Omnibusunternehmen (bdo) e. V. versteht sich als Spitzenverband der deutschen Busbranche und vertritt die Interessen der privaten und mittelständischen Unternehmen aus dem Bereich Personennahverkehr, Bustouristik und Fernlinienverkehr gegenüber Politik und Öffentlichkeit. Der Verband wurde 1980 in Bonn gegründet. Heutiger Sitz ist Berlin.
Organisatorisch und inhaltlich stützt der bdo sich in seiner Arbeit auf 17 Landesverbände und deren Mitgliedsunternehmen. In Ausschüssen werden Strategien und Empfehlungen zur Förderung der Wirtschaftlichkeit und Leistungsfähigkeit der privaten Omnibusunternehmen erarbeitet. Der Verband wirbt in der Folge gegenüber Öffentlichkeit und Politikern für die Interessen der privaten Busbranche. Auf internationaler Ebene ist der bdo als Mitglied der International Road Transport Union (IRU) eingebunden.
Der Vorstand besteht aus acht Mitgliedern, die von der Mitgliederversammlung auf die Dauer von drei Geschäftsjahren gewählt werden. Die Mitglieder des Vorstandes sind ehrenamtlich tätig. Das Präsidium besteht aus dem Präsidenten und zwei Vizepräsidenten. Die Mitglieder des Präsidiums werden von der Mitgliederversammlung gewählt. In der Geschäftsstelle in Berlin neun Mitarbeiter hauptberuflich für den bdo tätig.

## Verbandszweck
Die föderale Struktur des bdo – getragen durch 17 Landesverbände – ermöglicht den Unternehmen ein relatives Mitspracherecht bei der Formulierung und Artikulation ihrer Interessen gegenüber Medien, Politik und Verbrauchern. In Abstimmung mit den Landesverbänden sollen Strategien und Empfehlungen zur Förderung der Wirtschaftlichkeit und Leistungsfähigkeit der privaten Omnibusunternehmen erarbeitet und vorgegeben werden. Eine besondere Bedeutung sollen hierbei auch die verschiedenen Ausschüsse des bdo, die regelmäßig zusammentreffen, haben. Sie sollen auf aktuelle Entwicklungen im privaten Busgewerbe hinweisen und Zielvorgaben und Handlungsanweisungen definieren, die in der Folge durch den bdo umgesetzt werden sollen.

## Außenwirkung
Der Verein bietet – analog zum Bundesverband Güterkraftverkehr Logistik und Entsorgung e. V. (BGL) im Transportwesen – für die Omnibusbetriebe Lobbyarbeit an und informiert über gesetzliche neue Vorgaben wie Lenk- und Ruhezeitenregelungen, Sozialvorschriften, Verkehrsrechturteile und dergleichen.